# Bříství
Bříství (en allemand : Bristew, de 1939 à 1945 Ulmenau) est une commune du district de Nymburk, dans la région de Bohême-Centrale, en République tchèque. Sa population s'élevait à 388 habitants en 2020.

## Géographie
Bříství se trouve à 8 km au sud de Lysá nad Labem, à 16 km à l'ouest-sud-ouest de Nymburk et à 30 km à l'est-nord-est de Prague.
La commune est limitée par Přerov nad Labem et Starý Vestec au nord, par Velenka à l'est, par Kounice et Vykáň au sud, et par Mochov à l'ouest.

## Histoire
La première mention écrite de la localité date de 1318.